# Hoplocryptus imitator
Hoplocryptus imitator là một loài tò vò trong họ Ichneumonidae.